# 트롤 2
《트롤 2》(Troll 2)는 이탈리아에서 제작된 클라우디오 프라가소 감독의 1990년 판타지, 공포 영화이다. 마이클 스티븐슨 등이 주연으로 출연하였다.

## 출연

### 주연
- 마이클 스티븐슨
- 조지 하디

### 조연
- 제이슨 라이트
- 다렌 이윙